# Flughafen Yozgat

i7
i11
i13
Der Flughafen Yozgat ist ein im Bau befindlicher türkischer Flughafen. Die Entfernung zum Zentrum Yozgat beträgt ungefähr 20 Kilometer.

## Geschichte

### Hintergrund
Unter dem Motto „alle 100 Kilometer ein Flughafen“ ließ die türkische Regierung unter Präsident Erdoğan viele Flughäfen bauen. Der Flughafen in Yozgat war Teil dieses Ziels, um einerseits der Bevölkerung zwischen Ankara und Sivas den Zugang zum Luftverkehr zu vereinfachen, aber auch um einen Ersatzlandeplatz für Flüge nach Ankara zu haben.

### Bau
Die Grundsteinlegung erfolgte am 3. Juni 2018.
Geplant ist eine 3500 Meter lange und 45 Meter breite Start- und Landebahn. Das Vorfeld soll eine Größe von 300 × 120 Metern haben. Es wird ein Terminal mit einer Kapazität für zwei Millionen Passagieren pro Jahr errichtet. Geplant ist zudem ein Anschluss an die Zugstrecke Ankara–Sivas durch eine S-Bahn. Die Gesamtfläche des Flughafens beträgt 206,6 Quadratkilometer.

## Besitzerverhältnisse und Betrieb
Auftraggeber für den Bau des Flughafens war die staatliche DHMI. Diese wird den Flughafen auch betreiben.